# Jakubovany (district de Sabinov)
Jakubovany (allemand : Ungarischjakobsdorf ) est un village de Slovaquie situé dans la région de Prešov.

## Histoire
Première mention écrite du village en 1315.

## Démographie

### Évolution de la population
| Année:               | 1994. | 2004.   | 2014.   | 2024.   |
| -------------------- | ----- | ------- | ------- | ------- |
| Nombre de personnes: | 860   | 928     | 954     | 959     |
| Différence:          |       | +7,90 % | +2,80 % | +0,52 % |

| Année:               | 2023. | 2024.   |
| -------------------- | ----- | ------- |
| Nombre de personnes: | 960   | 959     |
| Différence:          |       | -0,10 % |